# Historias en Neighbours
Desde el comienzo de la serie australiana Neighbours en 1985, el programa ha presentado varias historias relacionadas con los personajes.

## Historias

### Historias de 1985 a 1989
En el principio el programa se centró principalmente en dos familias los Ramsay y los Robinson, quienes eran vecinos en la calle Ramsay. El fuerte y feroz Max Ramsay, cuyo abuelo logró que la calle sea nombrada en honor a su familia, manejó su casa con mano fuerte y tuvo una turbulenta relación con su esposa María y chocaba con su sensible hijo Danny Ramsay. Max tenía más tiempo para su ddeportivo hijo, Shane Ramsay. Max actuaba como si fuera el propietario de toda la calle y sostuvo una enfrentamiento y rivalidad con su vecino, el empresario Jim Robinson, cuya esposa murió en 1975. Después de que su suegra Helen Daniels se mudara, esta la ayudó a criar a sus cuatro hijos, Paul un estudiante de ingeniería en la universidad, Julie una cajera en un banco, Scott un estudiante de secundaria y Lucy Robinson una estudiante de la escuela primaria. 
Otro residente de la calle Ramsay era en director del banco Des Clarke, quien se convirtió en un inquilino de Daphne Lawrence, la estríper de su despedida de soltero, quien se mudó y comenzó una relación con su vecino Shane Ramsay. Su vecina Julie Robinson desaprobaba esta relación ya que era una moralista, su exnovia y empleada.
Durante 1985, Maria Ramsay dejó a Max y se mudó a Hong Kong. La puritana Julie aparentemente ya más relajada acerca de su moralidad cuando se casó con Philip Martin, ambos se mudaron a finales del mismo año. A principios de 1986 la hermana de Max, Madge Mitchell se mudó a la calle Ramsay y muy rápido se volvió un personaje clave en las historias, su hija Charlene Mitchell, una energética maimacho pronto se mudó con ella, y Max se fue a Queensland. El hijo de max Danny comenzó a trabajar como cajero en un banco y poco después se mudó. El hijo de Madge, Henry Mitchell se mudó con su madre luego de ser liberado de la cárcel. Charlene comenzó un romance con su vecino Scott Robinson y su romance tipo "Romeo y Julieta", fue una de las historias más populares dentro de la serie. Sus mejores amigos eran Mike Young y la estudiosa Jane Harris. Jane y su abuela se mudaron a la calle Ramsay a mediados de 1986. Más tarde Mike y Jane comenzron una relación. La boda de Scott y Charlene fue un acontecimiento clave en la serie. Sin embargo su hermano mayor Paul Robinson tuvo momentos difíciles con las mujeres.: su primer matrimonio fue con Terri Inglis, el cual terminó cuando esta le disparó mientras trataba de huir de la policía, su segundo matrimonio fue con su socia comercial Gail Lewis, el cual solo fue un matrimonio por conveniencia. Mientras tanto Magde se enamoró de Harold Bishop y luego se casaron. Los compañeros de casa Des y Daphne por fin se enamoraron y luego se casaron. Después de irse para cuidar a su padre enfermo Daphne sufrió heridas graves en un accidente de coche, luego apareció brevemente en el hospital donde sus últimas palabras fueron "Te Amo, Clarkey" y murió. Esta fue la primera muerte de un personaje principal en el programa. 
En 1988 Jim Robinson se casó de nuevo esta vez con la Doctora Beverly Marshall y sus sobrinos Todd y Katie Landers se unieron a ella el día de su boda y se mudaron con su tía y Jim, poco después se les unió Nick Page y ellos conformaron una nueva familia para Jim, después de que sus hijos se habían ido de la calle Ramsay.

### Historias de 1990 a 1999
La familia Robinson entró en crisis cuando Lucy Robinson comenzó una flirteo sexual con su medio hermano Glen Donnelly, a pesar de saber que eran parientes. Julie Robinson y Phillip Martin y sus hijos regresaron en 1992. Durante la década de 1990 varios de los integrantes de la familia Robinson fueron dejando la serie. La última aparición de Scott Robinson fue en 1989 cuando se mudó a Queensland. En 1993 el empresario Paul Robinson huyó a América del Sur para escapar de problemas jurídicos, Jim Robinson murió de un ataque al corazón el mismo año y Julie en un accidente fatal en 1994. 
Durante la década de 1990 las historias estuvieron dominadas por varios miembros de la familia Willis, quienes a su llegada ocuparon la casa nateriormente ocupada por Des. La familia incluía a Doug y Pam y sus hijos adolescentes Cody, Gaby, Adam y Brad Willis. En 1994 Doug y Pam se mudaron dejando solo a su hija Cody Willis viviendo en otra casa de la calle Ramsay. La familia Kennedy se mudó a si antigua casa y se convirtieron en el centro de muchas de las historias del programa. En 1992 Madge se mudó y la adinerada Cheryl Stark y varios miembros de su familia se mudaron a la antigua residencia de los Ramsay. Cheryl disfrutó de una larga romántoca relación con Lou Carpenter, y en 1994 dio a luz a Louise Carpenter. En 1996 la relación con Lou terminó, y poco después se descubrió que Louise era resultado de una aventura y no era la hija biológica de Lou. A finales de ese mismo año Cheryl murió luego de ser atropellada por un coche, después de esto varios miembros de la familia se fueron, sin embargo Louise "Lolly" se quedó con Lou. 
Harold quien se creyó que estaba muerto al haberse ahogado, se descubrió que estaba vivo y que sufría de amnesia, Harold fue visto por Helen Daniels cuando regresó a Erinsborough, después de haber vivido en Tasmania. Al inició la familia de Helen creyó que estaba perdiendo la cabeza , sin embargo Lou confirmó que si era él, ambos llamaron a Madge. Harold y Madge se reunieron y volvieron a vivir a la calle Ramsay. A finales de 1990 Philip Martin y sus hijos vivían con Helen Daniels en la casa de los Robinson. En 1997 Helen murió. Phillip y sus hijos se mudaron en 1999. Ese mismo año la familia Scully se mudó a la calle Ramsay y ocupó la casa vacante de los Robinson. A mediados de 1990 Toadie Rebecchi se unió a la serie y se volvió en uno de los personajes claves de las tramas del programa. A través de la década de 1990 y la década del 2000 varios integrantes de la familia Rebecchi comenzaron a tener papeles más importantes dentro de las historias.

### Historias del 2000 al 2005
Madge y Harold vivieron como parehja, hasta la muerte de Madge en el 2001. Stuart Parker fue un personaje clave durante la década del 2000. Max Hoyland y su familia llegaron a la calle Ramsay en el 2002. El hijo de Harold, David Bishop y su familia también se mudaron a la calle Ramsay en el 2003. Después de una ausencia de más de 10 años Paul Robinson regresó a la serie como personaje regular en el episodio final del 2004. 
A partir del 2004 se incluyeron elementos fuertes en las historias; entre ellos los temas de los adolescentes discutiendo sobre temas como el sexo y la anticoncepción, de una manera que no se había visto en la serie desde mediados de 1990. A finales del 2004 el programa presentó el lesbianismo en donde se involucraron los personajes de Sky Mangel y Lana Crawford. Serena Bishop y Luka Dokich, comenzaron una relación íntima, ignorando que eran medios hermanos, compartiendo la misma madre Liljana Bishop. La prometida de Stuart, Sindi Parker se involucró en la prostitución.
El 2004 también tuvo la ruptura del matrimonio conformado por Karl Kennedy y Susan Kennedy y poco después Joe y Lyn Scully. Isabelle "Izzy" Hoyland engaño a Karl diciéndole que él era el padre del bebé que estaba esperando, bebé que perdió accidentalmente en noviembre de 2004 y cuyo padre era en realidad Gus Cleary. En un último intento por ganarse la simpatía de Karl, Izzy le dijo que había sifo violada, aunque esto era falso. Después de más de un año de manipulaciones, las mentiras de Izzy acabaron cuando Karl la dejó para siempre al enterarse de toda la verdad.
En el 2005 la tía de Toadie, Janelle Timmins y sus hijos se mudaron a la calle Ramsay Street. Durante el 2006 hubo fuertes indicios de que Katya Kinski estuvo envuelta en la industria de la pornografía y drogas, también robó coches para personas que estaban involucradas en su pasado. 

#### 20.º Aniversario de Neighbours
El aniversario número 20 de Neighbours estuvo compuesto de dos historias simultáneas, una de ellas fue la historia basada en Annalise Hartman, quien regresó a la calle Ramsay para hacer un documental sobre la calle. La otra historia trataba acerca de Paul Robinson quien organizó un vuelo para celebrar el aniversario número 20 de Lassiter, el cual resultó en que el avión explotó y le costó la vida a varios personajes de la serie. Esta fue una de las historias más dramáticas de Neighbours. 

##### Documental del 20.º Aniversario
Annalise Hartman regresó a la calle Ramsay para filmar un documental para la BBC, el cual se trataba acerca de la calle misma. El documental salió en el episodio 4773, he incluyó apariciones de actuales y antiguos residentes como Amy Greenwood, Angie Rebecchi, Beverly Marshall, Billy Kennedy, Brett Stark, Danni Stark, Darren Stark, Danny Ramsay, Debbie Martin, Felicity Scully, Gaby Willis, Gail Robinson, Hannah Martin, Hilary Robinson, Jane Harris, Libby Kennedy, Luke Handley, Mal Kennedy, Matt Hancock, Melanie Pearson, Nina Tucker, Paul McClain, Ruth Wilkinson, Marlene Kratz, Sam Kratz y Sarah Beaumont.

### Historias del 2006 - presente
En mayo del 2010 se informó que los productores estaban en pláticas con la cantante Kylie Minogue, acerca de la posibilidad de que regresará para el episodio 6000 el cual saldrá al aire en octubre del mismo año. También se reportó que varios exmiembros del programa regresarían para hacer algunos cameos.
En junio del 2010 se reveló que para el episodio 6000, los personajes de Donna Freedman y Ringo Brown se casarían.